# Moses Ashikodi
Moses Ashikodi (ur. 27 czerwca 1987 w Lagos) – piłkarz występujący na pozycji napastnika, reprezentant Antigui i Barbudy.

## Kariera
Swoją karierę rozpoczął w sezonie 2002/2003 w Millwall, występującym w Division One. W tych rozgrywkach zadebiutował 22 lutego 2003 w przegranym 0:1 meczu z Brighton & Hove Albion. W 2004 odszedł do ligowego rywala, West Hamu United. W sezonie 2004/2005 nie wystąpił jednak w żadnym meczu ligowym. W sierpniu 2005 został wypożyczony do Gillingham, w którego barwach rozegrał cztery spotkania w League One.
W styczniu 2006 przeniósł się do szkockiego Rangers. W barwach tego klubu wystąpił w jednym meczu Scottish Premier League – 23 kwietnia 2006 przeciwko Celtikowi (0:0).  W styczniu 2007 wrócił do Anglii, podpisując kontrakt z Watfordem. Jako zawodnik tego klubu rozegrał dwa mecze w Premier League, debiutując w tych rozgrywkach 20 stycznia 2007 w przegranym 0:2 meczu z Aston Villą. Z Watfordu był wypożyczany do zespołów League One, takich jak Bradford City, Swindon Town oraz Hereford United.
W lutym 2009 został graczem Shrewsbury Town (League Two), jednak po zakończeniu sezonu 2008/2009 opuścił ten klub. Następnie występował w zespołach Conference National – Kettering Town, Ebbsfleet United oraz York City. Później kontynuował karierę w drużynach nieligowych.
W reprezentacji Antigui i Barbudy wystąpił dwa razy, we wrześniu 2012 w meczach el. do MŚ 2014 z Gwatemalą (1:3, 0:1). Wcześniej występował w juniorskich reprezentacjach Anglii.